# Псалом 147
Псалом 147 — 147-й псалом Книги псалмів у грецькому перекладі Біблії «Септуаґінті» та в її латинському перекладі «Вульгаті». Латинською мовою псалом 147 відомий як «Lauda Jerusalem Dominum». У масоретській нумерації цей псалом є частиною 147 псалому, до якого також входить псалом 146 з грецького і латинського перекладів.
Псалом належить до похвальних псалмів і використовується у єврейській, католицькій, англіканській та протестантській літургіях. Він був часто покладений на музику. 

## Система альтернативної нумерації
У грецькій версії Біблії «Септуаґінті» та латинській — «Вульгаті» до 8 псалому дотримуються системи нумерації псалмів, які використовуються в єврейській Біблії та Біблії короля Якова, після чого кілька псалмів об'єднують і розділяють у інший спосіб. У масоретській нумерації псалом 147 – останній, який ділиться на дві частини, і пронумерований як псалом 146 і псалом 147. Псалом 146 у «Септуаґінтаі» та «Вульгаті» складається з віршів 1–11 цього псалому 147, тоді як псалом 147 – з віршів 12–20.

## Текст
| Вірш | Гебрейська мова                                  | Давньогрецька мова (Септуаґінта)                                                             | Латинська мова (Вульгата)                                                          | Українська мова (Переклад Хоменка)                                           |
| ---- | ------------------------------------------------ | -------------------------------------------------------------------------------------------- | ---------------------------------------------------------------------------------- | ---------------------------------------------------------------------------- |
| 1    | שַׁבְּחִ֣י יְ֖רֽוּשָׁלִַם אֶת־יְהֹוָ֑ה הַֽלְלִ֖י אֱלֹהַ֣יִךְ צִיּֽוֹן              | Αλληλουια· Αγγαιου καὶ Ζαχαριου. ᾿Επαίνει, Ιερουσαλημ, τὸν κύριον, αἴνει τὸν θεόν σου, Σιων, | Alleluja. [Lauda, Jerusalem, Dominum; lauda Deum tuum, Sion.                       | Слав Господа, Єрусалиме! Хвали, Сіоне, Бога твого!                           |
| 2    | כִּי־חִ֖זַּק בְּרִיחֵ֣י שְׁעָרָ֑יִךְ בֵּרַ֖ךְ בָּנַ֣יִךְ בְּקִרְבֵּֽךְ                | ὅτι ἐνίσχυσεν τοὺς μοχλοὺς τῶν πυλῶν σου, εὐλόγησεν τοὺς υἱούς σου ἐν σοί·                   | Quoniam confortavit seras portarum tuarum; benedixit filiis tuis in te.            | Бо він укріпив брам твоїх засуви, благословив дітей твоїх посеред тебе.      |
| 3    | הַשָּׂ֣ם גְּבוּלֵ֥ךְ שָׁל֑וֹם חֵ֥לֶב חִ֜טִּ֗ים יַשְׂבִּיעֵֽךְ                   | ὁ τιθεὶς τὰ ὅριά σου εἰρήνην καὶ στέαρ πυροῦ ἐμπιπλῶν σε·                                    | Qui posuit fines tuos pacem, et adipe frumenti satiat te.                          | Він робить мир у твоїх межах, насичує тебе ситтю пшеничною.                  |
| 4    | הַשֹּׁלֵ֥חַ אִמְרָת֣וֹ אָ֑רֶץ עַד־מְ֜הֵרָ֗ה יָר֥וּץ דְּבָרֽוֹ                 | ὁ ἀποστέλλων τὸ λόγιον αὐτοῦ τῇ γῇ, ἕως τάχους δραμεῖται ὁ λόγος αὐτοῦ                       | Qui emittit eloquium suum terræ: velociter currit sermo ejus.                      | Він посилає свій глагол на землю, слово його несеться швидко.                |
| 5    | הַנֹּתֵ֣ן שֶׁ֣לֶג כַּצָּ֑מֶר כְּפ֖וֹר כָּאֵ֣פֶר יְפַזֵּֽר                     | τοῦ διδόντος χιόνα ὡσεὶ ἔριον, ὁμίχλην ὡσεὶ σποδὸν πάσσοντος,                                | Qui dat nivem sicut lanam; nebulam sicut cinerem spargit.                          | Він дає сніг, як вовну; як попіл, іній розсипає,                             |
| 6    | מַשְׁלִ֣יךְ קַרְח֣וֹ כְפִתִּ֑ים לִפְנֵ֥י קָֽ֜רָת֗וֹ מִ֣י יַֽעֲמֹֽד               | βάλλοντος κρύσταλλον αὐτοῦ ὡσεὶ ψωμούς, κατὰ πρόσωπον ψύχους αὐτοῦ τίς ὑποστήσεται;          | Mittit crystallum suam sicut buccellas: ante faciem frigoris ejus quis sustinebit? | кришками лід кидає, — перед його морозом хто встоїться? —                    |
| 7    | יִשְׁלַח־דְּבָר֥וֹ וְיַמְסֵ֑ם יַשֵּׁ֥ב ר֜וּח֗וֹ יִזְּלוּ־מָֽיִם                | ἀποστελεῖ τὸν λόγον αὐτοῦ καὶ τήξει αὐτά· πνεύσει τὸ πνεῦμα αὐτοῦ, καὶ ῥυήσεται ὕδατα.       | Emittet verbum suum, et liquefaciet ea; flabit spiritus ejus, et fluent aquæ.      | він посилає своє слово і їх розтоплює, подме своїм вітром — течуть води.     |
| 8    | מַגִּ֣יד דְּבָרָ֣יו (כתיב דְּבָרָ֣ו) לְיַֽעֲקֹ֑ב חֻקָּ֖יו וּמִשְׁפָּטָ֣יו לְיִשְׂרָאֵֽל | ἀπαγγέλλων τὸν λόγον αὐτοῦ τῷ Ιακωβ, δικαιώματα καὶ κρίματα αὐτοῦ τῷ Ισραηλ.                 | Qui annuntiat verbum suum Jacob, justitias et judicia sua Israël.                  | Він Яковові звістив своє слово, Ізраїлеві свої присуди й свої устави.        |
| 9    | לֹ֘א עָ֚שָׂה כֵ֨ן \| לְכָל־גּ֗וֹי וּמִשְׁפָּטִ֥ים בַּל־יְ֜דָע֗וּם הַֽלְלוּיָֽהּ     | οὐκ ἐποίησεν οὕτως παντὶ ἔθνει καὶ τὰ κρίματα αὐτοῦ οὐκ ἐδήλωσεν αὐτοῖς.                     | Non fecit taliter omni nationi, et judicia sua non manifestavit eis. Alleluja.]    | Ніякому народові він не вчинив так, і присудів своїх він не явив їм. Алилуя. |

## Використання

### Юдаїзм
Псалом 147 читається у повному обсязі в Песукеї Дезімрі під час щоденної ранкової молитви. Він читається як псалом дня на свято Сімхат Тора в «Siddur Avodas Yisroel».   

### Католицька церква
Починаючи з Середньовіччя, цей псалом декламували чи співали на вечірній в суботу, згідно з Статутом святого Бенедикта від 530 року AD. 
У Літургії годин псалом 147 декламується або співається у п'ятницю другого та четвертого тижня чотиритижневого циклу псалтиря. Під час меси цей псалом використовується на свято Найсвятішого Тіла і Кров Христової в рік А недільного циклу та в кілька будних днів. 

## Використання у музиці
«Lauda Jerusalem» був одним із псалмів, який був включаючений на вечірні Богослужіння, і тому був часто покладений на музику. У 1610 році Клаудіо Монтеверді опублікував свою композицію на вечірню «Vespro della Beata Vergine», поклавши на музику п'ять псалмів латинською мовою. Останній із них, «Lauda Jerusalem», написаний для двох хорів по три голоси кожен, сопрано, альт і бас, в той час, коли тенори співають cantus firmus. Мішель Річард Делаланд поклав на музику «Lauda Jerusalem Dominum» для святкування щоденної меси для короля Людовика XIV у Версалі. Анрі Десмаре, сучасник Делаланда, написав великий мотет на текст цього псалому. Антоніо Вівальді поклав на музику текст «Lauda Jerusalem» під номером RV 609 для двох хорів, кожен із соло для сопрано, чотирма голосовими частинами і струнними інструментами.
Генріх Шютц поклав на музику римовану версію псалому 147 німецькою мовою — «Zu Lob und Ehr mit Freuden sing», SWV 252 як частину Псалтира Бекера. Йоганн Себастьян Бах використав псалом (вірші 12–14а) як основу для першої частини своєї кантати на честь інавгурації нової міської ради в Лейпцигу під назвою «Preise, Jerusalem, den Herrn, BWV 119» («Слав Господа, Єрусалиме») У творі йдеться про Єрусалим, проте, лейпцизька громада сприйняла твір як зображення їхнього міста.